# Dobravlje
Dobravlje falu Szlovéniában, a Goriška statisztikai régióban, a Vipava-völgyben. Közigazgatásilag Ajdovščinához tartozik.
A falu templomát Szent Péter tiszteletére emelték és Vipavski Križ település plébániájához tartozik. A templomot 1641-ben építették. Falain a szlovén, barokk festő Anton Cebej festményei láthatóak, melyeket 1768-ban készített.

## Fordítás
- Ez a szócikk részben vagy egészben  a   Dobravlje című angol Wikipédia-szócikk ezen változatának fordításán alapul.  Az eredeti cikk szerkesztőit annak laptörténete sorolja fel. Ez a jelzés csupán a megfogalmazás eredetét és a szerzői jogokat jelzi, nem szolgál a cikkben szereplő információk forrásmegjelöléseként.